# Pranjala Yadlapalli
Pranjala Yadlapalli (Guntur, 30 marzo 1999) è una tennista indiana.

## Biografia
A livello juniores ha raggiunto la 15ª posizione in classifica nel giugno 2016. Diventata tennista professionista si è issata alla 265ª posizione del ranking WTA nel maggio 2019. Nel circuito ITF ha finora vinto quattro tornei in singolo e sei in doppio.
Nel 2018 ha debuttato in Fed Cup per l'India.